# Viña del Mar
Viña del Mar er en by og en kommune i Chile. Byen ligger ved kysten midt på den nord-sydlige længdeakse i Valparaíso-regionen. Den langstrakte, hvide sandstrand ved Viña del Mar er en attraktion, både nationalt og internationalt, men også selve byen, hvis navn betyder "Vingården ved Stranden", tiltrækker turister, blandt andet til de mange haver og parker, der har givet den tilnavnet "La Ciudad Jardin" – "Havernes By". Med sine 332.875 indbyggere (2017-folketællingen) er Viña del Mar Chiles fjerdestørste by, og med sin beliggenhed tæt på landets vigtigste havneby, Valparaíso, er den efterhånden vokset sammen med denne i et byområde, der kaldes Gran Valparaíso.

## Historie
Den dal, hvor Viña del Mar ligger, blev af stedets oprindelige beboere, changoerne, kaldt Peuco-dalen. Efter de spanske conquistadorers ankomst blev dalen opdelt i to store godser. Området fra Marga Marga-bækken og nordpå til det, der nu kendes som Reñaca, tilhørte Viña del Mar-godset, og syd for bækken til det nuværende Cerra Barón lå Hacienda Las Siete Hermanas. 
Da jernbanen mellem Santiago og Valparaíso blev anlagt, opstod ideen om at anlægge en selvstændig by, og i 1892 begyndte Salvador Vergara at byggemodne et område nord for Marga Marga under navnet Población Vergara på det sted, hvor nu gaden Avenida Libertad ligger. Opførelsen af blandt andet et sukkerraffinaderi blev et vigtigt økonomisk grundlag for den nye by, og da der i 1917 blev opført en kaserne, Regimento Coraceros samt havnefaciliteter i Las Salinas, kom der yderligere gang i de økonomiske hjul.
Efterhånden kom der blandt andet teater (1925), kasino (1930), sommerresidens til landets præsident og de første større hoteller i byen, hvilket alt sammen var med til at fastslå Viña del Mars karakter af turistby. Der kom også flere industrier til, herunder en Coca Cola-aftapningshal, slagteri og kemiske fabrikker. I 1962 var byen en af de fire værter for kampene ved VM i fodbold.
Den globale økonomiske krise i 1980'erne var særlig hård ved Viña del Mar, idet adskillige virksomheder lukkede eller flyttede til hovedstadsområdet. Arbejdsløsheden blev enorm, og krisen bed sig så fast, at det først er et godt stykke hen i 2000'erne, at byen igen er ved at komme på fode igen i økonomisk henseende. Turismen har været en væsentlig faktor i denne udvikling, der har muliggjort eller er blevet hjulpet på vej af en betydelig forbedring af infrastrukturen med udvikling af såvel vejnet som den kollektive trafik. 